# Симанович Давид Григорович
Дави́д Григо́рович Симано́вич (біл. Давід Сімановіч; * 26 червня 1932, Наровля, Гомельська область — 9 травня 2014, Вітебськ) — білоруський поет, перекладач.

## Біографія
Закінчив філологічний факультет Білоруського державного університету (1955). Працював учителем у сільській школі (1955—1959), був співробітником газети «Віцебскі рабочы» (1959—1961) і вітебського телерадіокомітету (1961—1971), керівником Вітебського літературного об'єднання (1971—1980). Жив у Вітебську.

## Творчість
Дебютував як поет 1948 року: газета «Звязда». Автор книжок поезій: «Весняна казка» (Мінськ, 1959); «Чарівний луг» (Мінськ, 1959); «Червень-річка» (Мінськ, 1962); «Рівнодення» (Мінськ, 1966); «Зелений коник» (Мінськ, 1968); «Хвилини» (Мінськ, 1969); «Станція тривоги і любові» (Мінськ, 1972); «Лист тобі» (Мінськ, 1975); «Зустрічні поїзди» (Мінськ, 1978); «Силуети днів» (Мінськ, 1981); «Сонячний хміль» (Мінськ, 1982); «Крізь далеч часу» (Мінськ, 1984); «Вересень» (Мінськ, 1990); «Вибране» (Мінськ, 1995); «Маю честь належати» (Вітебськ : Західна Двіна, 1999). Випустив також книжки прози: «Проїжджаючи Олександра Пушкіна. Нариси» (Мінськ, 1977); «Крізь далечінь часів. Нариси» (Мінськ, 1984). Склав і відредагував «реконструйований „Шагаловський збірник“» (Вітебськ, 1996).
Твори Симановича перекладено білоруською, болгарською, грузинською, латиською, литовською, німецькою, чеською мовами та ідишем. Член Союзу письменників СРСР (1960), Міжнародного ПЕН-клубу. Був головою Пушкінського (1989) і Шагаловського комітетів (1991).